# AN/MPQ-64

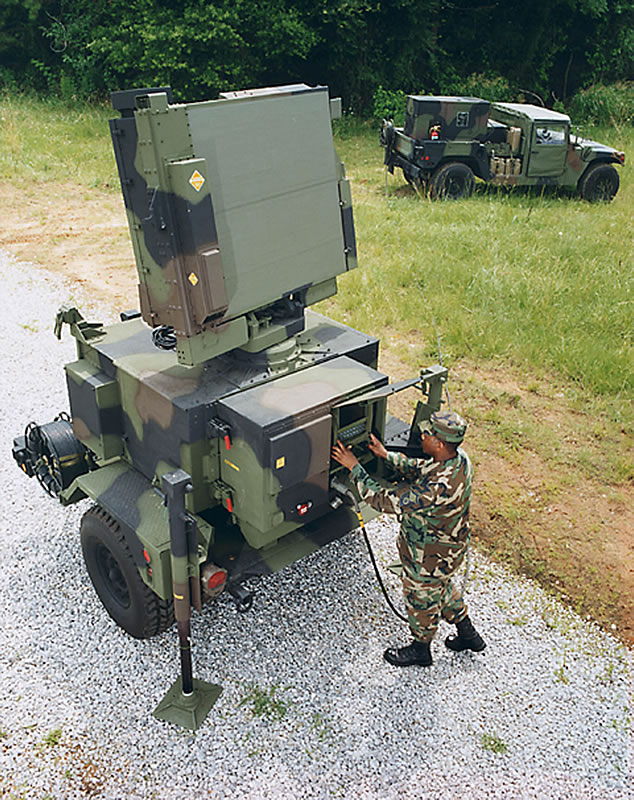
AN/MPQ-64 Sentinel

Das AN/MPQ-64 „Sentinel“ ist ein 3D-Radar kurzer bis mittlerer Reichweite für den Einsatz in der Flugabwehr des Heeres zur direkten Waffenleitung. Es ist ein im X-Band arbeitendes Puls-Doppler-Radar mit einer Phased-Array-Antenne.
Das Radar erfasst, verfolgt und identifiziert Ziele automatisch. Sie werden in Gefährdungsklassen (Cruise-Missiles, Drohnen, Hubschrauber und Flugzeuge) eingeteilt und somit die Reihenfolge der Bekämpfung optimiert. Durch die Verwendung einer elektronisch gesteuerten diametral (in zwei entgegengesetzte Richtungen) arbeitenden Antenne wird die gleiche Datenerneuerungsrate erreicht, als wenn sich die Antenne virtuell mit doppelter Umdrehungszahl drehen würde. In der klassischen Version werden 40 km Reichweite erzielt, in der modernisierten Version AN/MPQ-64/F1, wie es durch die amerikanischen Streitkräfte seit 2003 im Irak eingesetzt wird, 75 km.
Das Radar ist auf einem Einachshänger montiert, der unbemannt und abgesetzt von dem Waffensystem betrieben werden kann. Die Stromversorgung erfolgt über ein eingebautes 400 Hz Diesel-Elektroaggregat. Die Datenleitungen zu den Waffensystemen besteht aus breitbandigem Glasfaserkabel. Diese Daten können ebenfalls in ein Radardatennetz eingespeist werden.
| Technische Daten AN/MPQ-64 „Sentinel“ | Technische Daten AN/MPQ-64 „Sentinel“        |
| ------------------------------------- | -------------------------------------------- |
| Frequenzbereich                       | I-Band (früher als oberes X-Band bezeichnet) |
| Pulswiederholzeit                     |                                              |
| Pulswiederholfrequenz                 |                                              |
| Sendezeit (PW)                        |                                              |
| Empfangszeit                          |                                              |
| Totzeit                               |                                              |
| Pulsleistung                          |                                              |
| Durchschnittsleistung                 |                                              |
| angezeigte Entfernung                 | 40 oder 75 km                                |
| Entfernungsauflösung                  |                                              |
| Öffnungswinkel                        |                                              |
| Trefferzahl                           |                                              |
| Antennenumlaufzeit                    | virtuell 2 Sekunden                          |